# Pambolus brevipennis
Pambolus brevipennis är en stekelart som först beskrevs av Jean-Jacques Kieffer 1906.  Pambolus brevipennis ingår i släktet Pambolus och familjen bracksteklar. Inga underarter finns listade i Catalogue of Life.